# Lindenbad
Das Lindenbad ist ein Sport- und Familienbad in Halle (Westf.) in Nordrhein-Westfalen. Es befindet sich in unmittelbarer Nähe zur OWL Arena.

## Geschichte
Das erste Lindenbad wurde am 16. Februar 1973 offiziell eröffnet und zunächst von der Stadt Halle (Westf.) betrieben. Im Jahr 1987 übernahm der Energieversorger Technische Werke Osning GmbH (TWO), ein 100-prozentiges Tochterunternehmen der Stadt, den Betrieb. 1988 wurde das Bad erweitert und zwischen 2004 und 2008 in mehreren Bauabschnitten für 2,44 Mio. Euro modernisiert. Am 6. April 2011 beschloss der Rat der Stadt Halle (Westf.) einstimmig den Abriss des Lindenbades und einen Neubau an gleicher Stelle. Der Auftrag dazu wurde an das Architektenbüro Geising + Böker aus Hamburg vergeben. Der öffentliche Badebetrieb endete am 1. Juli 2012. Anschließend begannen die Abriss- bzw. Neubauarbeiten für das neue Lindenbad, das am 14. März 2014 offiziell eröffnet wurde.

### Ausstattung
Das neue Lindenbad verfügt über ein 4-bahniges 25-Meter-Sportbecken mit Drei-Meter-Plattform und einem Ein-Meter-Brett, ein Kleinkindbecken und ein Lehrschwimmbecken mit Hubboden. Im Außenbereich gibt es eine Liegewiese mit Beachvolleyballfeld und Kinderspielplatz. Das Bad ist komplett barrierefrei. Die Anfahrt zum Bad wird mit einer Busschleife mit Haltestelle am Haupteingang gewährleistet.

## Namensherkunft
Der Name Lindenbad leitet sich aus der Bezeichnung „Lindenstadt“ für die Stadt Halle ab, die aufgrund der zahlreichen Linden im Stadtgebiet auch unter diesem Namen bekannt ist.